# Małgorzata Wróbel
Małgorzata Stanisława Wróbel – polska matematyk, doktor habilitowany nauk matematycznych, profesor Politechniki Częstochowskiej, specjalistka od analizy matematycznej.

## Kariera naukowa
W 1988 roku na Uniwersytecie Jana Długosza w Częstochowie uzyskała tytuł magistra matematyki. W tym samym roku na Wydziale Matematyki, Fizyki i Chemii Uniwersytetu Śląskiego w Katowicach uzyskała stopień doktora nauk matematycznych w zakresie matematyki na podstawie rozprawy pt. Operatory lokalnie określone, której promotorem był prof. Janusz Matkowski. W tym samym roku rozpoczęła pracę na Uniwersytecie Jana Długosza w Częstochowie, którą zakończyła 2016 roku. W 2014 roku Wydział Matematyki, Informatyki i Ekonometrii Uniwersytetu Zielonogórskiego nadał jej stopień doktora habilitowanego nauk matematycznych w dyscyplinie matematyki na podstawie pracy pt. Operatory lokalne i operatory superpozycji. W 2016 roku została zatrudniona na Politechnice Częstochowskiej.